# Ahmed Jaride
 (novembre 2022).
 (novembre 2022).
 (novembre 2022).
Ahmed Jaride (en arabe : أحمد جاريد) est un artiste plasticien et philosophe marocain, né en 1954. Il appartient à la troisième génération des artistes plasticiens marocains. Il vit et travaille à Benslimane. Il a adopté une approche philosophique en art et en création artistique.

## Biographie

### Parcours
Enfant, il est scolarisé dans une école coranique et montre alors ses capacités en écriture et en décoration d'ardoises en argile. Le fkih ou maître d'école coranique lui confie la décoration des tablettes des jeunes enfants ayant appris par cœur des sourates coraniques :" Hizb".
Après son baccalauréat, il fait des études en philosophie et psychologie. En 1981, il devient professeur au Centre de formation des instituteurs de Casablanca CFI, puis enseignant de philosophie en 1985, et enfin professeur d'esthétique à l'École supérieure des beaux-arts de Casablanca en 1998.
Il fonde en 1997 l’association Village des ateliers d’artiste (AVAA). Une année plus tard, il est nommé conseiller du ministre de la Culture et de la Communication, puis directeur de cabinet du même ministre jusqu’en 2005. Il est le fondateur de la Grande Exposition nationale des arts plastiques (GENAP), avec Mohamed Achaari en 2004, ainsi que le fondateur et directeur de la revue Zon’Art, magazine d'art contemporain, en 2006.

### Activités dans les années 2010
Depuis 2013, Ahmed Jaride est secrétaire général de l’Union des plasticiens Arabes, dont le siège est situé au Koweït. Jusqu'en 2013, il est président adjoint de l’AMAP (Association Marocaine des Arts Plastique, membre de l’AIAP, membre de Maison de la poésie au Maroc et membre de l’Union des Écrivains du Maroc. Il occupe à plusieurs reprises le poste commissaire d'exposition au Maroc et à l’étranger. Il est également régulièrement mobilisé comme président ou membre de jurys artistiques à l'international :
- Chef du projet régional, Art Fair Casablanca/ Foro Casablanca 2011.
- Responsable de la direction artistique du Symposium International d’art Contemporain à la Maison de l’art contemporain d’Asilah, Briech depuis 2013 en grande collaboration avec la fondatrice du Musée, l'artiste marocaine Ahlam Lemseffer.
- Président du jury pour l’acquisition de la collection artistique du Maroc Télécom.
- Président du jury pour l’acquisition de la collection artistique destinée au Musée de Rabat.
- Conception de la réforme pédagogique de l’institut National des Beaux-Arts de Tétouan avec le directeur de l’INBA Abdelkrim Ouazzani[3].

## L’œuvre de Ahmed Jaride
[Interprétation personnelle ?]
« L’artiste Ahmed Jaride est parmi les pionniers de l’art abstrait marocain. Son aventure expérimentale en peinture implique une quantité remarquable d'identification avec la langue des soufis, car elle cherche à entraîner l'œil à entendre des rythmes qui glissent sur la langue, des rythmes non entendus par l'oreille ».
Il peint comme s'il écrivait son journal dans un manuscrit qui avait été écrit en couches d'écriture et d'effacement qui se chevauchent. Des calques sautent entre les dessins dans une tentative du peintre de sauver ce qui lui reste entre les mains, la trace »
En art et en peinture, les mots clés de l’œuvre de Ahmed Jaride sont : l’abstraction, la fragilité, la transparence, le silence. Tous ces concepts viennent à l’aide de l’artiste pour que les sensations intérieures sortent pour une sérénité absolue. C’est à partir d’une relation charnelle avec la toile qu’on arrive à cet apaisement. La toile est manipulée d’une manière à garder le silence profond et c’est à l’observateur qui doit la compléter, la remplir de sens ou la faire parler. C’est le regard et l’interprétation qui révèleront le sens de l’œuvre. La toile est une arène ouverte et les paradoxes font partie du jeu de la création artistique ce qui créé le défi pour la continuité de la vie pour un l’ultime espoir. Chaque œuvre est un autoportrait de son maître.[Interprétation personnelle ?]
Selon l’auteur et critique d’art marocain, le professeur, Charaf Eddine Majdouline :

« Dans ses toiles, le peintre cherche à présenter une histoire, dans laquelle l'œil capte ses détails, et les reformule, pour gagner du sens, dans les limites du lien et en regardant sa matière, et ce qui se forme à travers elle de couleurs, de lumière et les ombres, qui est une expression d'une "idée" et une formation de : un "sujet", et un biais vers : un "style", présenté au spectateur, tout comme le romancier parcourt les composants de son texte écrit jusqu'à ce qu'il dessine des personnalités, dépeint des espaces, des temps, des situations, des émotions et des idées, et forme des tableaux d'argent... »

Enfin, il existe un lexique commun entre le romancier et le peintre qui s'étend de : « l'image » à « la production de la trace ».
Ahmed Jaride déclare que l'œuvre n'est que l'autoportrait de l'artiste ou son créateur.

« Il ajoute un point essentiel par rapport à son œuvre avec un grand "O". Une réalisation artistique n'est pas seulement une œuvre purement technique qui respecte certaines règles, mais, de surcroît, est une œuvre soumise à la pensée de son propriétaire, c'est la vision que l'artiste a de lui-même et du monde, et la philosophie n'a pas d'autre tâche que cela. Mais la différence entre eux est que la philosophie produit des concepts, mais l'art n'est pas les censé. »

Finalement, l’œuvre artistique d’Ahmed Jaride est fondée sur l’amour, l’art et le soufisme : un triangle ou une trinité où se joue et se consume sa vie d’artiste.

## Style et techniques

### Techniques et formes
« La plupart des œuvres de Jaride sont réalisées avec des matériaux naturels tels les écorces de grenades, les noix, le safran, le café ou encore le charbon ou la cendre de papier. Ses toiles prennent l’aspect d’un mur rugueux, granuleux, d’un façonnement à la main ; elles sont dépouillées et tendent vers la monochromie. L’artiste y déploie des signes, des points, des lignes, des graffitis, des fragments de lettres dans des tons pastel. La couleur privilégiée pourrait être le blanc (après l’époque du noir) mais on remarque également des tons sable ou ocre et des variations de bleu ou de vert viennent s’inscrire sur la toile. Le scripturaire s’impose dans les constructions picturales très structurées de Jaride.[Interprétation personnelle ?]
La pratique artistique d’Ahmed Jaride s’enracine dans une matière rugueuse et sédimentée. Ses œuvres s’énoncent comme des fragments de murs stratifiés, tachetés de graffitis ou de champs labourés. Ses études picturales qui s’imposent, donc, comme autant de parcelles murales s’écartent du modèle du tableau fenêtre, quand bien même, l’artiste utilise ici et là dans ses œuvres des motifs qui peuvent évoquer des grilles de fenêtres ou des clôtures de jardins. ».
L’artiste Ahmed Jaride opte « particulièrement pour des couleurs pastel, allant du jaune pâle au gris et vert clair, orné de blanc tel un jet d'eau, produisant ainsi un éclat de lumière au milieu de la toile. »
Dans un article, Ahmed Jaride sent que notre champs visuel est victime d'un embargo imposé par la tragédie du printemps arabe :

« Depuis trente ans, je peins un sujet abstrait qui puise dans une profondeur spirituelle plus qu'il n'accorde d'attention au monde extérieur, et même si l'attention est portée sur la réalité extérieure, c'est uniquement dans le but de la transformer au profit de cette dimension mystique comme sujet et couleur. Je suis celui dont l'art est connu comme pas mon histoire. Je voulais parler, et il me restait un décalage pour le diagnostic. Je pense que ce vaste présent arabe a contribué au dévoilement de la douleur pourrie. »

### Ahmed Jaride et le don du vide
Lors d'un entretien, Jaride a déclaré: « Ce qui me tient le plus à cœur devant la toile, ce n’est point de meubler l’espace de formes et de couleurs, mais plutôt de supprimer le plus de phrases visuelles possibles pour n’en garder que l’essentiel, ou plus exactement la trace essentielle, ce fragment à l’orée de la dissémination et de l’oubli ».
"Jaride ne peint pas les choses, mais leur trace. D’ailleurs, la chose en tant que sujet, n’existe que très rarement dans ses œuvres. En effet, il travaille sur le « néant » en tant que thème et non en tant que chose.[Interprétation personnelle ?]
L’effacement prend plus de temps dans la réalisation d’un tableau que les ajouts. Ce choix comporte beaucoup de risques parce qu’il l’expose au danger d’abîmer le tableau ou plutôt expose celui-ci à l’endommagement, a expliqué  encore Ahmed Jaride.[réf. nécessaire]
Pour nombre d’observateurs, l’art chez Jaride est ascétique dans la mesure où il s’écarte de l’ornementation et de la fioriture et n’accorde aucune importance au verbiage visuel. La concision du signe, l’envie de dire le maximum par le minimum, la dimension spirituelle, telles sont les principales caractéristiques de ses œuvres.[Interprétation personnelle ?]
Pour plus de précision, le blanc n’est pas une couleur pour l’artiste peintre, mais de la lumière, de même que le noir n’est pas une couleur, mais l’absence de lumière. Aussi, le blanc est pour lui, une recherche de la lumière et l’attente d’une manifestation possible, ont-ils précisé."[Interprétation personnelle ?]

## Production littéraire

### La poésie
Artiste plasticien, Ahmed Jaride voit que la relation de la poésie avec la formation, et la mise en forme avec la poésie est similaire à l'effet miroir : chacun se voit dans l'autre, et trouve en lui son désir et sa beauté. Jaride a conçu et créé des centaines de couvertures de livres pour d'éminents poètes depuis les années 1970. Il a parlé de son expérience, soulignant qu'il n'avait jamais eu l'impression que ses dessins appelaient les textes du poète pour atteindre leur sens, et qu'il n'avait pas l'intention d'expliquer ou d'interpréter leurs poèmes à travers son œuvres plastiques accompagnant leurs collections. Il ajoute que la relation entre la poésie et la peinture est une relation « fatale » ; où chaque art convoque et accueille l'autre comme il le fait dans toute relation authentique ou amitié de longue date. Une relation intime entre L'œuvre plastique et l'œuvre littéraire.

### Le roman
A un certain moment, l’écriture ou la narration est chez Jaride un moyen de divertissement. Une fenêtre ouverte sur un nouvel horizon. L'autre œil avec lequel il voit le monde.
Le roman est un va et vient dans les lieux et les époques, l'histoire nous emmenant dans les univers de l'auteur, l'artiste plasticien qui a su avec son pinceau former des peintures textuelles qui ne sont pas moins belles que ses peintures plastiques.
Le roman montre le grand chemin d'Ahmed Jaride dans la transition entre le monde de l'écriture et le monde de la formation, en utilisant ses connaissances des mondes des mystiques et des mondes de la psychologie et de la philosophie.
Lors d'un entretien il déclare :

« Si la peinture m'a appris la méditation et m'a fait découvrir moi-même, le roman m'a fait découvrir de nombreuses personnes que je ne connaissais pas et qui suis-je. La philosophie, bien sûr, reste la grande maison, à l'intérieur de laquelle j'ai entendu Socrate dire le premier : « Connais toi toi-même ». »

### Apports à la philosophie de l'art
À propos de l'expérience artistique de Jaride, le critique d'art et romancier argentin Sanchez Alonso déclare :

« Il y a une question étrange et déroutante qui m'occupe depuis des années avec l'élargissement de ma connaissance des œuvres de Jaride et de son évolution d'une étape plastique à l'autre et entre le grand peintre argentin Ricardo Muños (1929-1997), sans que l'un d'eux ait vu l'œuvre de l'autre, ou en ait la moindre connaissance. »

Le poète et critique plasticien libanais Charbel Dagher a ajouté : « L'art n'est plus pour Jaride un acte de « raffinement » ou « d'amélioration », tel qu'il apparaît dans la décoration islamique, ou dans la peinture classique, et n'est plus construit selon des « règles » auxquelles on revient sous une forme nécessaire.

« L'art est plutôt devenu un voyage, une œuvre de voyageur, dont les pas tracent ses racines. Il est devenu une œuvre au sens plein du terme, ni une mise en œuvre ni une codification, de ce qui se cristallise hors de sa surface. C'est pourquoi la beauté de l'arrivée est devenue la récompense des voyageurs aventureux, et la beauté de la communication la récompense des compagnons audacieux. »

## Expositions
Ahmed Jaride a exposé au Maroc et à l’étranger : (Lyon, Londres, Marseille, Émirats arabes unis, Brasilia, Mexico, Madrid, Bruxelles, Damas, Le Caire, Alexandrie, Koweït, Téhéran, Helsinki, Berlin, Tombouctou, Oman, Manama, Muscat, Doha-Qatar. Biennale d’Alexandrie, Biennale Sharjah, Biennale du Koweït, Biennale Téhéran, Symposium de la Jordanie (Amman Bank), Festival Mahres-Tunisie, Symposium International de La Méditerranée et le Moyen-Orient, Atelier Regency, Doha-Qatar, Symposium International Al Asmakh, Doha-Qatar. March Meeting à la biennale de Sharjah.

### Expositions individuelles
- 1987 : Première exposition individuelle, galerie Manar-Dawliz, Casablanca.
- 1988 : Galerie Harmonia, Casablanca.
- 1990 : Galerie du Palais Munocipal, Agadir.
- 1991 : Galerie Bassamate- Casablanca, « L’indicible ».
- 1993 : Galerie Al Wacety, Casablanca, « Les lanternes des dix nuits ».
- 1998 : Galerie 121 de l’Institut Français de Casablanca, « Autoportraits, aller-retour ».
- 2007 : Galerie Bab Rouah, Rabat[12].
- 2009 : Galerie Venise Cadre, Casablanca.
- 2011 : Galerie Noir sur Blanc, Marrakech, « Le manifeste des fragments »[13].
- 2013 : Loft Art galerie, Casablanca[14], « Hommage aux quatrains d’Omar El Khayyâm ».
- 2019 : Conseil de la culture, des arts et des lettres, Koweït.
- 2023 : Villa des Art, Casablanca, « Art et spiritualité : une rétrospective »[15].
- 2023 : Galerie Marsam, Rabat, « Ainsi parle Adoniada" les œuvres réalisées à partir du recueil de Adonis », publié chez les Editions Seuil.

### Expositions collectives
- 1987 : Faculté des Lettres de Meknes « Rencontres des plasticiens marocains »
- 1989 : Espace Wafabank- Caablanca « La jeune peinture marocaine »
- 1993 : UEM Marrakech- « Rétrospective des arts- plastiques du Maroc »
- : Exposition à Oued Zem
- : Dar Attakafa, Délégation du ministère des Affaires Culturelles d’El Jadida
- : Université d’été- Lyon « Échanges Méditerranéens »
- : Galerie Bab Rouah- Rabat- en partenariat avec OMDH
- : Londres, « Rencontre Maroc-Londres »
- : Hôtel Riad Salam- Rabat
- : Institut Français de rabat » le livre d’art » consacré à Adonis
- ; Festival de la musique sacrée à Fès
- 1994 : Château de Servière à Marseille « Caravansérail »
- 1996 : Musée d’art contemporain de Marrakech
- 1997 : Complexe Al Amal de Casablanca[16]
- 2014 : du Symposium international Art contemporain d’Asilah L’exposition MAC A EXPO[17]
- 2014 : Galerie Fan Dok- Rabat. "L'art du papier ou quand le papier se fait œuvre d'art"
- 1998 : Institut Cervantes- Casablanca » Face à Face »
- 2016 :  Aqaba Symposium- workshop at the Ayla
- 2016 : Festival Mahrès- Tunisie
- 2017 : sa dernière exposition collective au Musée de Sharjah, (EAU).
- 2018 : 10e anniversaire de CAB ART GALLERY-Symposium- Aman (Jordanie)
- 2019 : dernière Résidence d’artistes à la Uttarayan Fondation And Museum for Arts Vadodara. Inde.
- 2019 : deuxièmes Journées de l’Art Contemporain- Carthage (JACC)- "L’art est à l’œuvre"[18].

Ses œuvres figurent dans plusieurs collections artistiques publiques et privées au Maroc et à l’étranger.
- Palais Royal, la princesse wijdane Al Hashimi ;
- Musée du Koweït.
- Musée Amman, Fonds de Développement culturel Égypte, Bank Cairo Amman, Groupe Ayla Jordanie, Groupe Regency Qatar,
- Académie du royaume du Maroc,
- Fondation ONA,
- Fondation Attijari Wafabank,
- Académie des Sciences du Maroc.
- La Fondation de la Caisse de Dépôt et de Gestion (CDG),
- Maroc Télécom,
- Crédit du Maroc,
- Ministère de la culture du Maroc.

Nous incluons parmi ses créations plus de mille couvertures de livres et affiches, sans compter les images de marque et les identités visuelles de plusieurs grandes entreprises publiques et privées : le Ministère de la Culture, la Maison de la Poésie, l'Union des écrivains marocains et autres.

## Hommage
En 2018, lors du dixième anniversaire de la création de la galerie Bank du Caire, à Aman en Jordanie, un hommage a été rendu à Ahmed Jaride.

## Distinction
2006 : le prix du biennal mythique, Kuwait.

## Publications
Ahmed Jaride a participé à plusieurs publications collectives, livres d’art, et portfolio avec Adonis, Touria Ikbal, Charbel Dagher, Moulim Elaroussi, Fatiha Morchid, Rachid Mimouni.
- ورق عاشق
- 2003 : Waraqun ‘Ashik (Leaves of Passion), Fatiha Morchid et Ahmed Jaride- Lahkim Bennani’ studio- Rabat[20].
- أحمد جاريد: «ما يجمعني بنجمي البعيد» (كتاب من المحفورات الفنية، بالفرنسية والعربية)، الدار البيضاء، : 2007،

Il est également l'auteur de :
- 2021 :  جادة ريان
- 2023 : Ainsi parle Adoniada à partir du Recueil d'Adonis Adoniada.

## Les Sculptures et trophées
- Al Jaride d'Or, un trophée créé en 2022 pour le Bureau d'Anfa du Réseau de La Lecture. Il est discerné aux Grands Noms de la Littérature marocaine, l'autrice Rachida Ben Massaoud, Zahra Ramij, Malika Ratnane et Radya El Amri. C'est un hommage symbolique.